# ECW Maryland Championship
El ECW Maryland Championship o Campeonato de Maryland de la ECW fue un campeonato de lucha libre profesional de la empresa Extreme Championship Wrestling, cuando era llamada Eastern Championship Wrestling. Este campeonato también fue llamado NWA Maryland Heavyweight Championship y sólo existió en 1993.

## Lista de campeones
| Luchador:  | Reinado N: | Derrotó a:               | Fecha:                | Lugar:               |
| ---------- | ---------- | ------------------------ | --------------------- | -------------------- |
| J.T. Smith | 1          | Ganando una Battle Royal | 16 de octubre de 1993 | North East, Maryland |
| Retirado   | N/A        | Título abandonado        | 1993                  | N/A                  |